# Bridges (Automobilhersteller)
Bridges war ein US-amerikanischer Hersteller von Automobilen.

## Unternehmensgeschichte
John Miller Bridges leitete das Unternehmen mit Sitz in Carlisle in Pennsylvania. 1900 begann er mit der Produktion von Automobilen. Der Markenname lautete Bridges. Der Verkauf war auf die nähere Umgebung beschränkt. 1901 endete die Produktion. Insgesamt entstanden nur wenige Fahrzeuge.

## Fahrzeuge
Bridges stellte kleine Runabouts her. Sie hatten einen Einzylindermotor. Zur Wahl standen Motoren mit 4,5 PS und mit 6 PS Leistung. Der Kunde konnte zwischen Holz- und Drahtspeichenrädern wählen.